# 오스트레일리아 프로빈셜
오스트레일리아 프로빈셜(Australia Provincial)는 2002년 창단한 인터내셔널 베이스볼 리그 오브 오스트레일리아와 클랙스턴 실드의 프로 야구 팀이다. 오스트레일리아 수도 준주를 연고로 하고 있다.